# Contea di Leitrim
Il Leitrim (AFI: [ˈliːtɹəm]; in gaelico irlandese Liatroim, nome completo Contae Liatroma) è una contea settentrionale del Connacht, nella Repubblica d'Irlanda. Confina a nord col Donegal, a nord-est con la nordirlandese Fermanagh, ad est col Cavan, a sud est con Longford, a sud-ovest con Roscommon e ad ovest con Sligo, mentre a nord-ovest con l'Oceano Atlantico.
La county town è Carrick-on-Shannon.

## Toponomastica e araldica civica
Il nome Leitrim deriva dal gaelico Liatroim che significa letteralmente "cresta grigia"
Lo stemma del Leitrim nell'attuale forma, è stato adottato dal Consiglio della Contea del 1980, anche se è da sempre rimasto praticamente invariato.
Trattasi di uno scudo diviso orizzontalmente a metà nei due colori della contea, giallo e verde. 
La divisione non è netta, ma con due curve che rendono la parte verde ondulata, in modo da richiamare vagamente la forma delle colline morbide che caratterizzano quasi tutto il paesaggio della contea. Sempre nel campo verde, sono presenti tre cerchi blu con onde bianche, che rappresentano i laghi e i fiumi che costellano il territorio. Nella parte gialla infine, domina un leone nero, simbolo della casata degli O'Rourke (il territorio coincide perfettamente con la parte occidentale dell'antico Regno di Bréifne, governato per lungo tempo dalla casata).
Viene diffusamente appellata come Lovely Leitrim ("Grazioso Leitrim"), a volte anche in maniera ufficiale come nei segnali stradali di benvenuto, in rapporto ai paesaggi dolci e suggestivi.
I colori sportivi e sociali della contea sono il giallo ed il verde, peraltro pressoché identici se non per disposizione (talvolta non rispettata) con quelli del confinante Donegal.

I colori sportivi e culturali della contea, giallo e verde
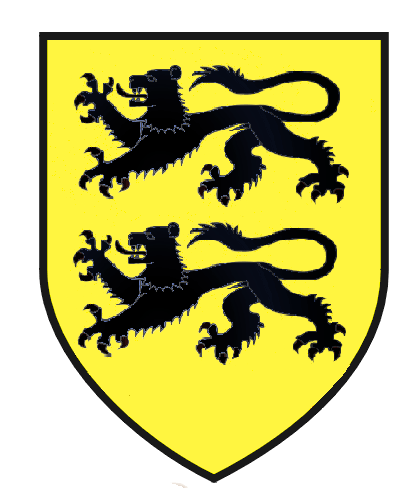
L'antico stemma degli O'Rourke dal quale deriva l'attuale

## Topografia
Il Leitrim, seppure affacciandosi per un brevissimo tratto sulla baia di Donegal, separando Sligo e Donegal, è una contea per lo più dell'entroterra, piccola di dimensioni, poco abitata e caratterizzata da un numero così alto di specchi d'acqua e fiumi, al punto che c'è uno scherzoso modo di dire in Irlanda secondo il quale la terra nel Leitrim si venda a galloni e non ad acri.
Il clima è molto umido e inadatto per le piantagioni di cereali.

### Idrografia
È divisa geograficamente (ma non politicamente) in South Leitrim e North Leitrim dal Lough Allen, nonché attraversata dallo Shannon, il fiume più lungo d'Irlanda, che nasce nel vicino Cavan e si immette nel Lough Allen, percorrendo la parte orientale della contea facendo da confine con il Roscommon. Un altro fiume, ben meno importante, è il Bonnet, che nasce nella zona nord-occidentale del Leitrim e confluisce nel Lough Gill, mentre il Drones e Duff fanno da confine con Donegal e Sligo. Altri laghi importanti a parte l'Allen, sono il Lough Macnean, il Lough Scur, il Lough Garadice ed il Lough Melvin.

### Orografia e geologia

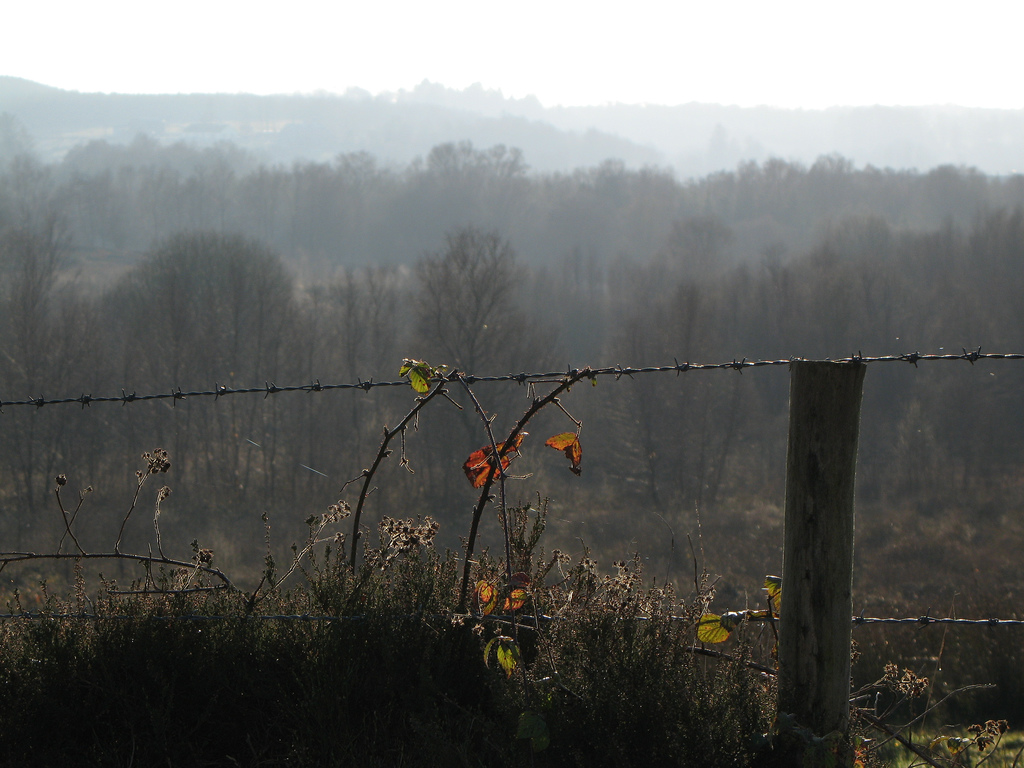
Zone rurali
La zona meridionale boscosa del Leitrim

Il paesaggio settentrionale è molto selvaggio e suggestivo, quello meridionale e nei pressi dello Shannon più boscoso e molto apprezzabile. Le cime più alte sono le Truskmore Hills, il Benbo e il Lackagh.
Sebbene i paesaggi siano abbastanza variegati, geologicamente il Leitrim è abbastanza uniforme, formato per gran parte da un tavolato di calcare dell'era carbonifera che crea la ondulate colline che raggiungono la baia di Donegal. Roccia arenaria appare nei dintorni del Lough Melvin e ai margini di un'area del Siluriano nella parte più meridionale della contea. Le zone Carbonifere, oltre alle zone collinari centrali e meridionali, formano anche delle zone montagnose intorno al Lough Allen.
Nelle zone più settentrionali il suolo è freddo e arido, e, sebbene ricco di pietra, impermeabile all'umidità: è nelle vallate che si trova qualche distretto fertile. Fango e concimi sono abbastanza abbondanti, così come sulla costa i rifiuti organici. La proporzione di spazi destinati al pascolo è grosso modo di 1 a 3. Ci sono piantagioni di patate che è l'ortaggio più diffuso, ma anche da avena, principale tipo di frumento che cresce nella contea. Per quel che riguarda l'allevamento i capi principali di bestiame sono di bovini, suini e pollame.
Il fazzoletto di terra costiero è lungo soltanto 4 chilometri circa.

## Storia

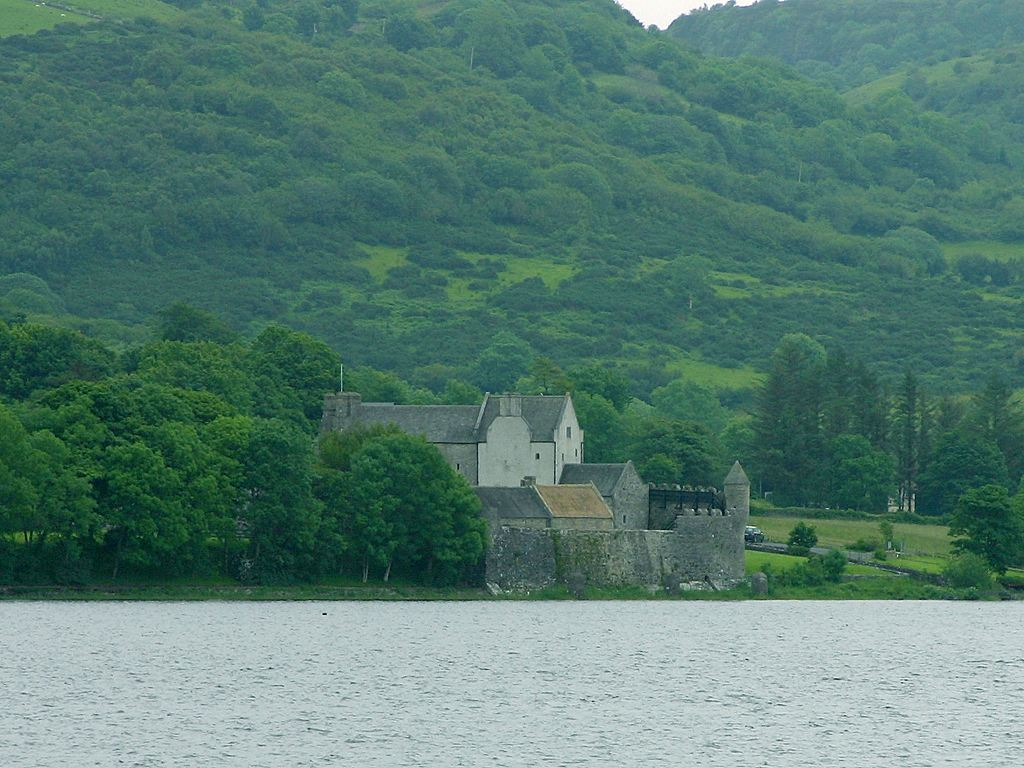
Parke's Castle
Il castello è uno dei più gradevoli esteticamente in tutta la nazione, ed è situato sulle sponde nord-occidentali del Lough Gill, ovvero nel piccolo tratto dove il lago entra nel Leitrim

La storia più antica della contea è riconducibile al tempo della famiglia O'Rourke di Dromahair: coincide infatti perfettamente con la parte occidentale del loro Regno di Bréifne e il leone che fa parte dello stemma attuale era il simbolo della antica casata. La parte orientale invece era l'attuale Cavan.
È del XIII secolo l'invasione normanna, che però riuscì soltanto nell'assoggettamento del territorio meridionale dell'attuale Leitrim, giacché la parte settentrionale rimase in mano agli O'Rourke per addirittura altri tre secoli. Si può parlare invece di County Leitrim a tutti gli effetti dal 1565, quando il deputato inglese Sir John Perrott ordinò la legale costituzione della contea, definendo i confini nel 1568.
Dal 1620, vaste terre furono conquistate o confiscate ai precedenti possessori e date a coloni e avventurieri inglesi, tra i quali Villiers ed Hamilton che fondarono Manorhamilton, in quello che fu uno dei tanti tentativi di plantation, che nel Leitrim però riuscirono veramente poco. Carrick-on-Shannon divenne il centro principale della zona, con un altro insediamento, Jamestown, costruito nel XVII secolo per i coloni. Subito crebbero anche Manorhamilton, Ballinamore e Mohill, divenendo importanti centri di commercio locale.
Da quel momento fino al XVII secolo il Leitrim vide l'abbattimento sistematico delle proprie foreste per far spazio a vaste zone per l'allevamento e la coltura delle patate, che divennero il mezzo principale di sostentamento della popolazione. Questo portò però a una disastrosa situazione nel periodo della Grande Carestia a tal punto che la popolazione del tempo fu letteralmente decimata (era di 155.000 persone, basta confrontare anche con l'attuale situazione).

## Politica
L'attuale Leitrim County Council nasce nel 1898. È composto da 22 membri eletti col sistema proporzionale in quattro zone elettorali: 
- Ballinamore (6 membri)
- Carrick-on-Shannon (6)
- Dromahair (5)
- Manorhamilton (5)

Le elezioni si tengono ogni 5 anni, mentre il presidente del council viene eletto annualmente nel mese di luglio.

## Economia, trasporti e infrastrutture
Oltre al turismo, abbastanza diffuso grazie alle crociere sul sistema fluviale Shannon-Erne e ad altri luoghi interessanti, nel Leitrim ultimamente ha preso piede l'agricoltura organica: Rossinvar è sede dell'Organic Centre of Excellence per la produzione di vegetali e carni OGM. La commercializzazione del materiale di alcune foreste ricostituite, inoltre, sta portando a cambiare la destinazione di vari fondi. Questo tipo di operazione favorisce il già ben avviato settore della lavorazione del legno, come produttori di arredi. La compagnia statunitense Masonite Ireland ha costruito i suoi impianti europei per porte elaborate vicino Carrick-on-Shannon su un'area di 75 acri, e ciò ha ovviamente contribuito in positivo all'economia del Leitrim. Altre industrie della contea riguardano ingegneria, settore alimentare e il settore informatico. Produttori manifatturieri e artistici sono presenti nel nord del territorio.

## Centri e località
I principali centri del Leitrim, anche se tutti di modeste dimensioni, sono:
- Carrick-on-Shannon, la County Town
- Dromond
- Drumshanbo
- Kinlough
- Lavagh
- Manorhamilton
- Mohill
- Roosky
- Ballinamore
- Carrigallen
- Tullaghan
- Tawley
- Gorteen
- Kiltyclougher
- Rossinver
- Keshcarrigan
- Drumkeerin
- Cloone

Altri importanti riferimenti geografici sono:
- Lough Allen
- Shannon